# Parmops echinatus
Parmops echinatus är en fiskart som beskrevs av Johnson, Seeto och Richard H. Rosenblatt 2001. Parmops echinatus ingår i släktet Parmops och familjen Anomalopidae. Inga underarter finns listade i Catalogue of Life.